# Ngã sáu Cộng Hòa
Ngã sáu Cộng Hòa (tên cũ: Công trường Cộng Hòa) là một bùng binh nằm ở nơi tiếp giáp của Quận 1, Quận 3, Quận 5 và Quận 10, Thành phố Hồ Chí Minh, Việt Nam. Đây là một địa điểm có nhiều phương tiện giao thông qua lại đông đúc.

## Giao thông
Ngã sáu Cộng Hòa là một bùng binh, là nơi giao nhau của sáu con đường, gồm Nguyễn Văn Cừ, Phạm Viết Chánh, Nguyễn Thị Minh Khai, Lý Thái Tổ, Hùng Vương và Trần Phú. Đây là nơi tiếp giáp của bốn quận:
- Phường Nguyễn Cư Trinh, Quận 1: góc Nguyễn Thị Minh Khai và Nguyễn Văn Cừ
- Phường 4, Quận 5: góc Trần Phú và Nguyễn Văn Cừ
- Phường 1, Quận 10: góc Lý Thái Tổ và Hùng Vương
- Phường 2, Quận 3: góc Lý Thái Tổ và Nguyễn Thị Minh Khai

Ngã sáu Cộng Hòa có lưu lượng phương tiện tham gia giao thông cao, thường ùn ứ; người dân đi lại khó khăn. Theo quy hoạch mạng lưới đường sắt đô thị Thành phố Hồ Chí Minh, Ngã sáu Cộng Hòa sẽ nằm trên tuyến 3B: Ngã sáu Cộng Hòa - Hiệp Bình Phước. Dự kiến dự án sẽ dùng vốn vay ODA của Chính phủ Nhật Bản.
Bên cạnh Ngã sáu Cộng Hòa có một công viên nhỏ được giới hạn bởi đường Trần Phú và đường Hùng Vương, mang tên Công viên Âu Lạc. Cách không xa là Trường Trung học phổ thông chuyên Lê Hồng Phong ở Quận 5 và Nhà khách Chính phủ ở Quận 10.

## Tên gọi
Thời Pháp thuộc, đoạn đường Nguyễn Văn Cừ từ Ngã sáu đến giao lộ với Đại lộ Trần Hưng Đạo được gọi là Route de Limite, đến năm 1920 Pháp đổi thành đường Nancy. Năm 1952, Quốc gia Việt Nam cải danh đoạn đường này thành đường Khải Định. Năm 1953, Thủ tướng Nguyễn Văn Tâm khánh thành công trường ngã sáu, đặt tên là Công trường Khải Định. Năm 1955, toàn bộ con đường từ Ngã sáu qua giao lộ với Trần Hưng Đạo đến đường Bến Chương Dương được thống nhất làm một dưới tên gọi đường Cộng Hòa. Từ đó Ngã sáu có tên gọi Công trường Cộng Hòa. Thời Việt Nam Cộng hòa, ở giữa công trường có đặt bức tượng khắc họa hình ảnh một viên Cảnh sát Quốc gia. Sau năm 1975, tượng này không còn, còn đường Cộng Hòa được đổi thành đường Nguyễn Văn Cừ theo tên Tổng Bí thư Đảng Cộng sản Đông Dương.